# Personal Agent World
Personal Agent World（パーソナルエージェントワールド）は、ソネットエンタテインメント株式会社がかつて運営していたコンテンツである。「PAW」と略される（以下PAWで表記）。
アバターを導入し、同社独自のVRML専用ブラウザ（名称：）とVRMLデータを使った、3Dチャットコミュニケーションスペースのはしりである。2004年9月30日サービス終了。

## 概要
PAWとは、同社が独自開発した、VRML専用ブラウザとVRMLデータを使い、ネットワーク上に同時に最大1000人が参加できるVRML2.0対応の半径約500メートルの島に見立てた3次元の仮想空間の名称の事である。
1998年5月12日からダウンロードを開始、1998年7月27日に同年9月の実験終了後もPAWを継続して運営をすることを発表。
PAWは住所があり、通りに分かれ、仮想ペットのイヌがユーザーのアバターと一緒に案内役（エージェント）として会話を交わしたり、イヌ自身がユーザーに電子メールを出したり、ペットとともに行動を楽しむことができる空間である。
PAW内では、2時間が1日に相当し、エージェントは8年間生きると寿命が尽きて2代目が誕生する。
島内では独自通貨「ポリゴ」が流通しお店もあり、ペットのご飯やアイテムを売っている。
また、季節も存在し、それに伴い毎週景色が変わるだけではなく、季節毎に花火などのイベントを催していた。また、ソネットページ内ではランキングなどもあった。

## キャラクター
ソニー・クリエイティブプロダクツのタマ&フレンズのキャラクターが島内を闊歩していた。また、ポストペットのキャラクターも、期間限定ながら登場していた。

## エピソードなど
- 当時としては珍しい3Dのチャットソフト・オンラインコミュニティゲームであった。現在では珍しくはないが、アバターなどを導入し、服や髪型を変え会話を行うゲームは画期的なものだった。また、「近くにいる人と会話する」というゲーム内の距離で会話判定をする、島内に存在するペットと会話・コミュニケーションが出来る（ペットが苦しんでいるなら薬をあげれば回復し喜ぶアクションを取る）など、面白い試みがなされていた実験的なゲームでもあった。開始当初は、多くのメディアで取り上げられた。
- 開始年の1998年は多くの雑誌に付録として添付されていた。しかし、開始当初は、当時としては高いスペックを必要とし、これをやる為にテレホーダイに加入したり、マシンを増強したりするユーザーも多かった。
- 正式版からシェアウェアとなりユーザーが減る。その後もPAW^2などソフトのリリースは続いたが、ユーザーのメインはソネット加入ユーザーであった。
- 2001年度以降、ネットワークゲームブームが到来し、ユーザーが減っていった。また、このようなオンラインコミュニティゲームは、ゴゴ市などをはじめ、無料なものが多い為、有料ではユーザーの獲得は難しくなり、2004年9月30日に終了した。